# Кретиус, Константин

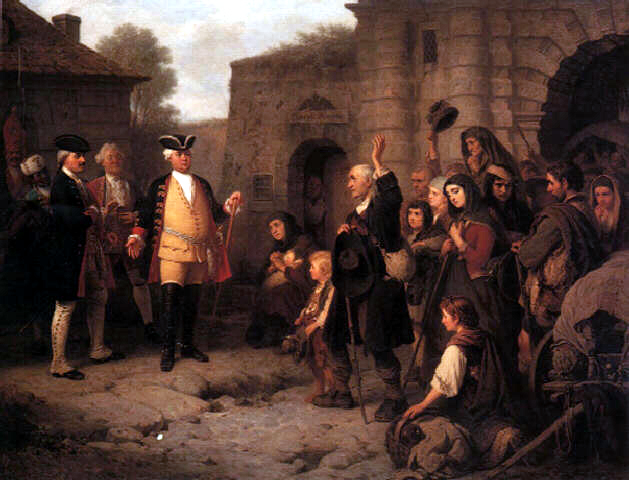
Король Фридрих Вильгельм I встречает Зальцбургских изгнанников в Берлине в апреле 1732 г.

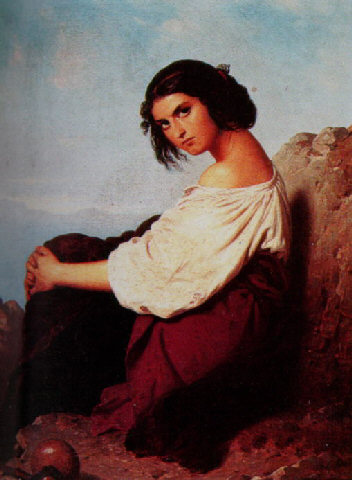
Молодая крестьянка, сидящая на скале

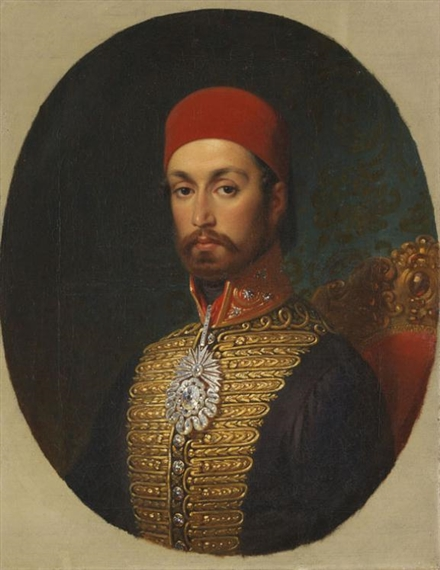
Портрет султана Абдула-Меджида I, 1846 г.

Константин Йоханнес Франц Кретиус (нем. Konstantin Johann Franz Cretius; 6 января 1814, Бриг, Силезия — 26 июля 1901, Берлин, Германская империя) — немецкий живописец, портретист, жанрист, исторический художник, профессор живописи. Действительный член Берлинской академии искусств.

## Биография
В детстве страдал от тяжелой болезни, занимался рисование и раскрашиванием картин, что пробудило в нём склонность к изобразительному искусству.
В 1833 году поступил в Берлинской академии искусств. Ученик Карла Вильгельма Ваха. В 1836 году выставил две картины — «Рыцарь и его возлюбленная» и «Ричард Львиное Сердце».
В 1838 году был удостоен Большой премии Прусской академии искусств. В сентябре того же года отправился в ознакомительную поездку по южной Европе. После созданных нескольких полотен романтического содержания, получил стипендию для стажировки в Италии, отправился через Брюссель и Париж в Палермо. В 1842 году в Риме написал несколько прекрасных жанровых картин на тему местной жизни.
Вернувшись на родину, создал ряд полотен на исторические, жанровые и сакральные сюжеты, алтари в церквях Силезии,
В 1846 году король Фридрих Вильгельм IV отправил его в Константинополь ко двору султана Абдула-Меджида I, который за написанный портрет наградил художника Орденом Славы Османской империи.
Был профессором Берлинского университета искусств.